# Tadese Takele
Bikila Tadese Takele (* 3. August 2002) ist ein äthiopischer Leichtathlet, der sich auf den Hindernislauf spezialisiert hat. 2022 wurde er Vizemeister bei den Afrikameisterschaften auf Mauritius. Seit 2022 tritt er hauptsächlich in Langstreckenläufen an.

## Sportliche Laufbahn
Bikila Tadese Takele sammelte 2019 erste internationale Wettkampferfahrung im Hindernislauf. Im April trat er bei den U18-Afrikameisterschaften in Abidjan auf der 2000-Meter-Distanz und konnte mit einer Zeit von 5:35,47 min die Goldmedaille gewinnen. Später im Juli belegte er mit einer Zeit von 8:14,88 min den zweiten Platz über 3000 Meter bei den Äthiopischen Ausscheidungswettkämpfen für die Weltmeisterschaften in Doha. Am Ende zählte er dennoch nicht zum äthiopischen Aufgebot für die WM. Seine nächsten Wettkämpfe im Hindernislauf bestritt er dann erst wieder 2021. Im April siegte er bei den Äthiopischen Meisterschaften. Anfang Juni gewann er im niederländischen Hengelo die nationalen Ausscheidungswettkämpfe, bei denen er mit 8:09,37 min eine neue Bestzeit lief. Damit war er für die Olympischen Sommerspiele in Tokio, zusammen mit seinen Teamkollegen Lamecha Girma und Getnet Wale, qualifiziert. Im Gegensatz zu ihnen schied Takele allerdings nach dem Vorlauf mit 8:24,69 min aus. Wenige Wochen später trat er bei den U20-Weltmeisterschaften in Nairobi an und konnte die Silbermedaille gewinnen. 
2022 startete Takele zum ersten Mal bei den Afrikameisterschaften. In dem Wettkampf musste er sich nur seinem Landsmann Hailemariyam Amare geschlagen geben und gewann somit die Silbermedaille. 2023 belegte Takele im September beim Berlin-Marathon in 2:03:24 min den dritten Platz. 2025 gewann Takele den Tokio Marathon mit einer Zeit von 2:03:23 min.

## Wichtige Wettbewerbe
| Jahr                  | Veranstaltung             | Ort                   | Platz                 | Disziplin             | Zeit                  |
| Startet für Äthiopien | Startet für Äthiopien     | Startet für Äthiopien | Startet für Äthiopien | Startet für Äthiopien | Startet für Äthiopien |
| --------------------- | ------------------------- | --------------------- | --------------------- | --------------------- | --------------------- |
| 2019                  | U18-Afrikameisterschaften | Abidjan               | 1.                    | 2000 m Hindernis      | 5:35,47 min           |
| 2021                  | Olympische Sommerspiele   | Tokio                 | 25.                   | 3000 m Hindernis      | 8:24,69 min           |
| 2021                  | U20-Weltmeisterschaften   | Nairobi               | 2.                    | 3000 m Hindernis      | 8:33,15 min           |
| 2022                  | Afrikameisterschaften     | Port Louis            | 2.                    | 3000 m Hindernis      | 8:28,31 min           |

## Persönliche Bestleistungen
Freiluft
- 3000 m Hindernis: 8:09,37 min, 8. Juni 2021, Hengelo
- Halbmarathon: 59:41 min, 30. April 2022, Herzogenaurach
- Marathonlauf: 2:03:23 h, 2. März 2025, Tokio